# Roma Tanaka
Roma Tanaka (田中ロウマ Tanaka Rōma?) es un cantante de R&B japonés nacido en la ciudad de San Francisco, California. Datos como su nombre real y su fecha de nacimiento aún no han sido revelados públicamente.
Desde su niñez estuvo fuertemente influenciado por la música clásica y la ópera, principalmente debido a sus padres. En la secundaria se hizo fanático de la música Hip-Hop y R&B, e incluso formó parte activa en el grupo de baile profesional Culture Shock, donde se presentó como bailarín profesional en ciudades como Los Ángeles, Las Vegas y New York. En ese tiempo fue cuando mientras realizaba estudios en Los Ángeles, atendió a su primera audición exitosamente, mudándose a Japón en febrero del 2005. Comenzó a trabajar con el rapero DOHZI-T, quien lo ayudó bastante en sus inicios, e incluso grabó una canción junto a él y Miliyah Kato. En junio del año 2006 debuta como solista bajo Venus-B, subsello de música urbana de King Records.

## Discografía

### Sencillos
1. One / No Change No End (7 de junio de 2006)
2. Not Alone (4 de octubre de 2006)
3. NEW DAY (4 de abril de 2007)
4. Forever Love (Feat. Aoyama Thelma) (5 de marzo de 2008)
5. Boyfriend / Girlfriend (Feat. melody.) (30 de abril de 2008)

### Álbumes
1. Keep on (25 de abril de 2007)